# Serbische Fußballnationalmannschaft der Frauen
Die serbische Fußballnationalmannschaft der Frauen repräsentiert Serbien im internationalen Frauenfußball. Sie ist dem serbischen Fußballverband unterstellt und wird von Suzana Stanojević trainiert.

## Geschichte
Die serbische Mannschaft ist die Nachfolgemannschaft der serbisch-montenegrinischen Auswahl (20 Länderspiele von 2003 bis 2006), die ihrerseits aus der jugoslawischen Auswahl (61 Länderspiele von 1985 bis 2002) hervorgegangen war. Ihr erstes Länderspiel bestritt sie am 5. Mai 2007 gegen Slowenien, die Serbinnen siegten mit 5:0. Derzeit (März 2012) belegt die serbische Auswahl Platz 44 der FIFA-Weltrangliste, nachdem im März 2011 mit Platz 45 die bisher schlechteste Platzierung erreicht wurde. Die beste Platzierung wurde mit Rang 30 zwischen September 2006 und Juni 2007 belegt, bzw. durch Serbien-Montenegro im September 2005 mit Platz 28.
In der Qualifikation zur EM 2013 trafen die Serbinnen auf England, die Niederlande, Kroatien und Slowenien. Mit vier Siegen, einem Remis und drei Niederlagen verpassten sie als Gruppendritter den direkten Einzug in die Endrunde als auch die Play-offs der Gruppenzweiten.

## Turnierbilanz

### Weltmeisterschaft
- 2007: nicht qualifiziert
- 2011: nicht qualifiziert
- 2015: nicht qualifiziert
- 2019: nicht qualifiziert
- 2023: nicht qualifiziert

### Europameisterschaft
- 2009: nicht qualifiziert
- 2013: nicht qualifiziert
- 2017: nicht qualifiziert
- 2022: nicht qualifiziert
- 2025: qualifiziert für die Play-offs gegen Bosnien & Herzegowina

### Olympische Spiele
Die Qualifikation erfolgte bis 2020 über die WM-Endrunde, seit 2024 entscheidet das Abschneiden in der UEFA Women’s Nations League.
- 2008: nicht qualifiziert
- 2012: nicht qualifiziert
- 2016: nicht qualifiziert
- 2021: nicht qualifiziert
- 2024: keine Qualifikation möglich

### Nations League
- 2023/24: Liga B3 – 2. Platz, Play-off gegen Island verloren
- 2025: Liga B3 – 1. Platz, Aufstieg in Liga A für die Qualifikation zur WM 2027

## Spiele gegen Nationalmannschaften deutschsprachiger Länder
In der Qualifikation für die WM 2023 trafen Deutschland und Serbien erstmals am 21. September 2021 aufeinander. Die Serbinnen gingen in der 3. Minute durch die 16-jährige Nina Matejić in Führung, mussten sich am Ende aber mit 1:5 geschlagen geben. Das Rückspiel am 12. April 2022 in Stara Pazova konnten sie mit 3:2 gewinnen.
Am 26. Mai 2012 gab es das erste Spiel gegen Österreich, das mit 0:5 verloren wurde. Am 19. September 2017 wurde in der Qualifikation für die WM 2019 mit 0:4 verloren. Im Rückspiel am 5. April 2018 gab es ein 1:1. In der Qualifikation für die EM 2022 gab es am 8. Oktober 2019 eine 0:1-Niederlage. Das Rückspiel, das wegen der COVID-19-Pandemie erst am 1. Dezember 2020 stattfand, wurde ebenfalls mit 0:1 verloren.
Im ersten Spiel der Qualifikation für die WM 2015 traf Serbien am 21. September 2013 erstmals auf die Schweiz und musste beim 0:9 die höchste Länderspielniederlage hinnehmen. Zum Rückspiel in Serbien kam es am 19. Juni 2014. Das Spiel wurde mit 0:7 verloren. Im Juni 2019 erreichten die Serbinnen in einem Freundschaftsspiel ein 1:1 gegen die Schweiz.